# Дудка, Ирина Александровна
Ирина Александровна Дудка (укр. Ірина Олександрівна Дудка, 4 декабря 1934 — 20 июня 2017) — советская и украинская учёная-миколог, исследователь водных грибов, доктор биологических наук (1978), член-корреспондент Национальной академии наук Украины (2009).

## Биография
Родилась в Харькове 4 декабря 1934 года. Детство прошло в эвакуации в Челябинске, затем, после войны — в Киеве.
Училась в Киевском государственном университете, окончила его в 1957 году. Некоторое время работала на кафедре низших растений Киевского университета, затем — в отделении физиологии грибов Института микробиологии и вирологии.
В 1959 году поступила в аспирантуру Института ботаники АН УССР, в 1965 году под руководством Семёна Филимоновича Морочковского защитила диссертацию кандидата наук по теме «Водные грибы южной части Киевского полесья». Впоследствии принимала участие в составлении семитомного «Определителя грибов Украины». В 1983 году авторский коллектив и главный редактор Д. К. Зеров были удостоены Государственной премии Украины.
С 1972 года И. А. Дудка руководила лабораторией микологии (с 1974 года — микологическим отделением) Института ботаники АН УССР. В 1978 году защитила докторскую диссертацию по теме «Водные гифомицеты: систематика, морфология, экология, географическое распространение и возможные пути возникновения».
Подготовила монографии «Водные гифомицеты Украины» (1974) и «Водные несовершенные грибы СССР» (1985). Также в соавторстве напечатала несколько монографий, посвящённых культивированию базидиомицетовых грибов.
С 1988 по 1993 год являлась главным редактором журнала «Микология и фитопатология». В 1993 году избрана членом Нью-Йоркской академии наук.
Скончалась в Киеве 20 июня 2017 года.

## Некоторые научные работы
- Дудка И. А. Методические рекомендации по промышленному культивированию съедобных грибов. — Киев, 1984. — 58 с.
- Словарь ботанических терминов / Под общ. ред. И. А. Дудки. — Киев : Наук. думка, 1984. — 306 с. — OCLC 1035589980.
- Дудка И. А. Водные несовершенные грибы СССР. — Киев, 1985. — 188 с.
- Дудка И. А., Вассер С. П. Грибы: Справочник миколога и грибника. — Киев, 1987. — 534 с.

## Виды, названные в честь И. А. Дудки
- Berkleasmium dudkae E.Hüseyin & F.Selçuk, 2014
- Erysiphe dudkae V.P.Heluta, 2014
- Reticularia dudkae Leontyev & G.Moreno, 2011 — Tubifera dudkae (Leontyev & G.Moreno) Leontyev et al., 2015